# Ivan Patzaichin
Ivan Patzaichin   (Mila 23, 26 de novembre de 1949 - Emergency University Hospital Elias, 5 de setembre de 2021) va ser un piragüista romanès, guanyador de set medalles olímpiques.

## Biografia
Va néixer el 26 de novembre de 1949 a la ciutat de Mila 23, població situada la comuna de Crişan, situada al seu torn a la província de Tulcea, que en aquells moments formava part de la República Popular de Romania i que avui en dia forma part de Romania, fill d'immigrants russos.
Va morir el 5 de setembre de 2021 a Bucarest, després d'haver estat hospitalitzat durant tres mesos per un càncer de pulmó.

## Carrera esportiva
Membre de la secció piragüista del Dinamo de Bucarest i especialista en canoa, als 18 anys va participar en els Jocs Olímpics d'Estiu de 1968 celebrats a Ciutat de Mèxic (Mèxic), on va aconseguir guanyar la medalla d'or en la prova masculina del C-2 1000 metres, a més de finalitzar setè en el C-1 1000 metres. En els Jocs Olímpics d'Estiu de 1972 realitzats a Múnic (Alemanya Occidental) va aconseguir guanyar la medalla d'or en la prova de C-1 1000 metres i la medalla de plata en la de C-2 1000 metres. Gran favorit en els Jocs Olímpics d'Estiu de 1976 realitzats a Mont-real (Canadà) no tingué èxit i es conformà amb un cinquè lloc en la prova de C-1 1000 m. i un setè lloc en el C-1 500 metres. En els Jocs Olímpics d'Estiu de 1980 realitzats a Moscou (Unió Soviètica) aconseguí guanyar la medalla d'or en la prova de C-2 1000 m. i la medalla de plata en el C-2 500 metres, uns metalls que repetí en els Jocs Olímpics d'Estiu de 1984 realitzats a Los Angeles (Estats Units).
Al llarg de la seva carrera va guanyar 22 medalles en el Campionat del Món de piragüisme, entre elles nou medalles d'or, quatre medalles de plata i nou medalles de bronze.
En retirar-se de la competició activa passà a ser entrenador de piragüisme prenent part en cinc Jocs Olímpics com a tal. Entre els seus alumnes destaca el també medallista olímpic Florin Popescu. El 1990 va rebre l'Ordre Olímpica, i el 2006 fou inclòs en la llista dels 100 romanesos més grans de tots els temps.